# Pete Carr

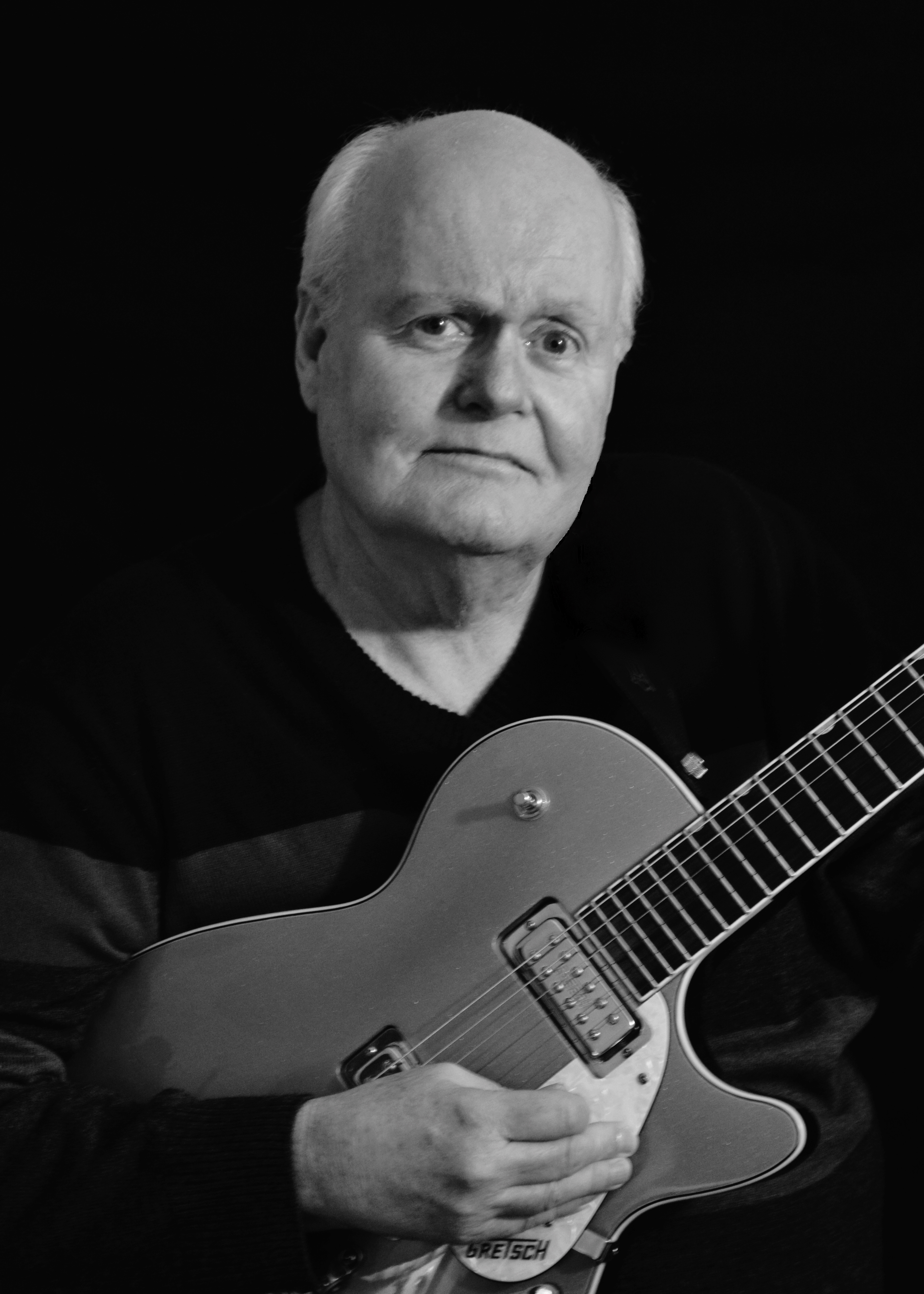
Pete Carr, 2014

Pete Carr (* 22. April 1950 als Jesse Willard Carr in Daytona Beach, Florida; † 27. Juni 2020 in Florence, Alabama) war ein US-amerikanischer Gitarrist.

## Leben
Carr nahm im Alter von 13 Jahren das Gitarrespiel auf. Zwei Jahre später traf er bei einem Konzert auf Duane Allman, woraus sich eine langjährige Freundschaft entwickelte. 1968 nahm Carr an den Aufnahmen zum Album Power of Love der Band The Hour Glass teil, zu deren Besetzung neben Duane auch Greg Allman gehörte. Diese Aufnahmen fanden in den FAME Studios in Muscle Shoals, Alabama statt. Nachdem er einige Monate lang in einer lokalen Band in Alabama gespielt hatte, präferierte Carr die Studioarbeit und zog im Alter von 20 Jahren nach Muscle Shoals, um dort einer Karriere als Studiomusiker nachzugehen. Er ersetzte beim Muscle Shoals Sound Studio den bisherigen Leadgitarristen Eddie Hinton.
Als Gitarrist war Carr in den 1970er Jahren auf fast allen Produktionen der Muscle Shoals Sound Studios zu hören. Er erhielt als Co-Produzent 1974 eine Grammy-Nominierung für das Paul-Simon-Album There Goes Rhymin’ Simon und wirkte auch als Co-Produzent einigen Alben Bob Segers. Carr arbeitete unter anderem mit Joan Baez, Cat Stevens, Donovan, Joe Cocker und Wilson Pickett. Zu erfolgreichen Singles mit seinen Gitarrenparts zählen unter anderem Paul Simons Kodachrome, Sailing in der Version von Rod Stewart und Woman in Love von Barbra Streisand. Anfang der 1980er Jahre nahm Carr als Teil der Band an der Welttour von Simon & Garfunkel teil. In den 1970er Jahren veröffentlichte Carr zwei Alben, Not a Word on It und Multiple Flash.

## Diskografie (Auszug)
- 1973: The Facts of Life – Bobby Womack
- 1973: There Goes Rhymin' Simon – Paul Simon
- 1974: I'll Be Your Everything – Percy Sledge
- 1974: Phases and Stages – Willie Nelson
- 1975: Atlantic Crossing – Rod Stewart
- 1975: Breakaway – Art Garfunkel
- 1976: Hank Williams, Jr. & Friends – Hank Williams
- 1976: Night Moves – Bob Seger & the Silver Bullet Band
- 1977: Izitso – Cat Stevens
- 1978: A Funky Situation – Wilson Pickett
- 1978: Luxury You Can Afford – Joe Cocker
- 1979: Honest Lullaby – Joan Baez
- 1980: Guilty – Barbra Streisand
- 1982: The Concert in Central Park – Simon & Garfunkel